# Agathe Schumacher
 (décembre 2023).
Pour les articles homonymes, voir Schumacher.
Agathe Schumacher est une actrice, sophrologue, metteuse en scène et directrice artistique française.

## Biographie
À l'issue de ses études secondaires au lycée Sainte-Croix de Neuilly, Agathe Schumacher obtient son baccalauréat en 1992[source insuffisante]. En 1993, elle découvre le théâtre en amateur, en parallèle de ses études à l'EDHEC Business School. Après un échange Erasmus en Suède où elle est élève à l'Université de Göteborg et formée par l'acteur Ingvar Haggren, elle commence une formation de théâtre à Paris.[réf. nécessaire] Elle joue après 1998 dans plusieurs courts métrages et obtient le prix d’interprétation féminine de Nantes 2000 pour Dolari de David Maltese.
Elle commence le doublage avec Élodie Ben[source secondaire souhaitée]. Jenny Gérard, directrice artistique lui donne le rôle de Constanze Mozart dans le nouveau doublage d'Amadeus de Miloš Forman (2000). Elle double ensuite Samantha Morton dans Minority Report de Steven Spielberg (2002).
Agathe Schumacher est la voix française régulière de Bryce Dallas Howard, double l'actrice Malin Akerman dans quatre de ses films, ainsi que Julia Ormond dans L'étrange histoire de Benjamin Button (2008, David Fincher).
Elle est également metteur en scène et fait partie de la compagnie Act'O Théâtre. Parallèlement elle est également professeur à l'École du doublage de Jenny Gérard[source secondaire souhaitée].
Agathe Schumacher est également sophrologue[source secondaire souhaitée].

## Théâtre

### Comédienne
- 1997 : Les Sorcières de Salem, d'Arthur Miller
- 1999 : La Descente d'Orphée, de Tennessee Williams
- 1999 : Linge sale, de Jean-Claude Grumberg
- 2001 : Andromaque, de Jean Racine
- 2002 : Oh les beaux jours, de Samuel Beckett
- 2002 : La Cerisaie, d'Anton Tchekhov
- 2008-2011 : Électre, de Sophocle

### Metteur en scène
- 2006 : Poèmes et correspondances, d'Arthur Rimbaud, L'Escale
- 2007-2008 : Propriété condamnée, de Tennessee Williams, Festival d'Avignon Off
- 2008-2011 : Électre, de Sophocle, Crypte Saint François d’Assise[4]

## Filmographie

### Courts métrages
- 1999 : Une journée ordinaire, d'Armel Nkuindji
- 1999 : Voisin, voisine, de Christophe Gourjon
- 2000 : Dolari, de David Maltese
- 2001 : Ouragan sur Bangladesh, d'Eduardo Lamora

## Doublage

### Cinéma

#### Films
- Bryce Dallas Howard dans (5 films) :
  - Le Village (2004) : Ivy Walker
  - La Jeune Fille de l'eau (2006) : la nymphe
  - Spider-Man 3 (2007) : Gwen Stacy
  - Terminator Renaissance (2009) : Katherine Brewster
  - Au-delà (2010) : Melanie

- Malin Åkerman dans (4 films) :
  - Les Femmes de ses rêves (2007) : Lila
  - 27 Robes (2008) : Tess Nichols
  - Watchmen : Les Gardiens (2009) : Laurie Jupiter/Le Spectre Soyeux II
  - Thérapie de couples (2009) : Ronnie

- Kate Bosworth dans (4 films) :
  - Superman Returns (2006) : Lois Lane
  - La Fille dans le parc (2007) : Louise
  - Las Vegas 21 (2008) : Jill Taylor
  - Chiens de paille (2011) : Amy Sumner

- Samantha Morton dans (3 films) :
  - Minority Report (2002) : Agatha
  - In America (2002) : Sarah
  - Daisy (2008) : Martha Conroy

- Emmy Rossum dans (3 films) :
  - Mystic River (2003) : Katie Markum
  - Poséidon (2006) : Jennifer Ramsey
  - Dragonball Evolution (2009) : Bulma

- Rachel McAdams dans :
  - Red Eye : Sous haute pression (2005) : Lisa Reisert
  - Esprit de famille (2005) : Amy Stone

- 2002 : Amadeus : Constance Mozart (Elizabeth Berridge) (redoublage)
- 2002 : Sunshine State : April (Ashley Brumby)
- 2003 : Ils ont eu Knut : Petra (Nina Weniger)
- 2003 : 21 Grammes : Christina Peck (Naomi Watts)
- 2003 : Eurotrip : Mieke (Jessica Boehrs)
- 2004 : La vie est un miracle : Sabaha (Natasa Solak)
- 2004 : Carandiru : Francineide (Júlia Ianina)
- 2004 : Les Petits Braqueurs : Molly (Jennifer Beals)
- 2005 : The Jacket : Jackie Price (Keira Knightley)
- 2006 : La rumeur court... : Annie Huttinger (Mena Suvari)
- 2006 : Firewall : Janet Stone (Mary Lynn Rajskub)
- 2006 : Un crime : Sophie (Lily Rabe)
- 2006 : Le Prestige : Julia McCullough (Piper Perabo)
- 2007 : Nancy Drew : Jane Brighton (Rachael Leigh Cook)
- 2008 : Panique à Hollywood : Annie (Marin Hinkle)
- 2008 : L'Étrange Histoire de Benjamin Button : Caroline (Julia Ormond)
- 2008 : Les Babysitters : Shirley Lyner (Katherine Waterston)
- 2009 : Solitary : Sara (Amber Jaeger)
- 2009 : Esther : Sœur Judith (Genelle Williams)
- 2011 : Harry Potter et les Reliques de la Mort, partie 2 : Helena Serdaigle (Kelly Macdonald)

#### Films d'animation
- 2004 : L'Île de Black Mór : le petit moine
- 2006 : Lucas, fourmi malgré lui : Doreen
- 2007 : Blanche-Neige, la suite : la mère de Bambi
- 2008 : Ponyo sur la falaise : Lisa

### Télévision

#### Téléfilms
- 2002 : Les Années Tony Blair :  Irene Lloyd (Paloma Baeza)
- 2005 : L'Amour sans complexe :  Susanne (Brigitte Beyeler)
- 2007 : Les Voies de la trahison : Johanna Fischer (Tanja Wedhorn)
- 2008 : Sous le soleil d'Ibiza : Henriette (Suzan Anbeh)
- 2009 : Battlestar Galactica: The Plan : Giana (Lymari Nadal)
- 2010 : La Grève de Noël : Laura (Lisa Durupt (en))
- 2011 : Kate et William : Quand tout a commencé... : Margaret Hemmings-Wellington (Trilby Glover (en))
- 2012 : 20 ans d'injustice : Janet Gregory (Julia Ormond)
- 2012 : Les Secrets de la forêt noire : Hanna (Clare Foster (en))
- 2013 : Betty and Coretta : Qubilah (Shinelle Azoroh)

#### Séries télévisées
- Sasha Barrese dans :
  - Run of the House (en) (2003-2004) : Sally Franklin
  - LAX (2004-2005) : Caitlin Mansfield

- 1996 : Diagnostic : Meurtre : Carrie (Musetta Vander)
- 2000-2002 : New York 911 : Tatiana Deschenko / Natacha Guerin (Savannah Haske)
- 2003-2004 : Gilmore Girls : Lindsay Lister-Forester (Arielle Kebbel)
- 2006 : Conviction : Alexandra Cabot (Stephanie March)
- 2007 : The Killing : Rie Skovgaard (Marie Askehave)
- 2009-2010 : Party Down : Casey Klein (Lizzy Caplan)
- 2010 : Trois Bagues au doigt : ? (?) (mini-série)
- 2011 : Traffic Light : Alexa (Janina Gavankar)
- 2011 : Spartacus : Les Dieux de l'arène : Diona (Jessica Grace Smith (en))

#### Série d'animation
- 2016 : Kung Fu Panda : L'Incroyable Légende : ?

### Jeu vidéo
- 2015 : Fallout 4 : Curie (Robot et humaine)

### Direction artistique

#### Séries d'animation
- 2022 : Le Secret des mésanges
- 2022 : Kingdom (saison 4)